# International Meteorological Organization Prize
Der International Meteorological Organization Prize ist ein seit 1956 jährlich verliehener Preis der Weltorganisation für Meteorologie für herausragende Leistungen in der Meteorologie und (ab 1971) auch in Hydrologie. Die Dotierung beträgt 10.000 Schweizer Franken und der Preis ist mit einer 14-karätigen Goldmedaille mit einem Durchmesser von 57 mm verbunden, die das offizielle WMO-Emblem und auf der Rückseite die lateinische Inschrift Pro singulari erga scientiam meteorologicam merito (für herausragende Arbeiten auf dem Gebiet der Meteorologie) trägt. Verstorbene dürfen nicht nominiert werden. Je nach Todeszeitpunkt ist aber eine posthume Vergabe denkbar. Der Preis ist nach der Vorgängerorganisation der WMO benannt, der International Meteorological Organization. Er gilt als Äquivalent des Nobelpreises im Bereich der Meteorologie.
Nachdem die International Meteorological Organization (IMO) nach achtzigjährigen Bestehen zugunsten der Weltorganisation für Meteorologie 1951 aufgelöst worden war, wurden die übertragenen Rücklagen der IMO genutzt diese Auszeichnung zu stiften. Mit dem 1955 verliehenen Preis sollten herausragende Leistungen auf dem Feld der Meteorologie und der internationalen wissenschaftlichen Zusammenarbeit gewürdigt werden.

## Preisträger
- 1956 Theodor Hesselberg
- 1957 Carl-Gustaf Rossby
- 1958 Ernest Gold
- 1959 Jacob Bjerknes
- 1960 Jacques van Mieghem
- 1961 K. R. Ramanathan
- 1962 Anders Knutsson Ångström
- 1963 Reginald Sutcliffe
- 1964 Francis Reichelderfer
- 1965 Sverre Petterssen
- 1966 Tor Bergeron
- 1967 Kirill Jakowlewitsch Kondratjew
- 1968 Graham Sutton
- 1969 Erik Palmén
- 1970 Richard Scherhag
- 1971 Jule G. Charney
- 1972 Viktor Antonowitsch Bugajew
- 1973 Charles Henry Brian Priestley, John S. Sawyer
- 1974 Joseph Smagorinsky
- 1975 Warren L. Godson
- 1976 Jewgeni Konstantinowitsch Fjodorow
- 1977 George P. Cressman
- 1978 A.E.G.E. Nyberg
- 1979 Helmut Landsberg
- 1980 Robert M. White
- 1981 Bert Bolin
- 1982 William James Gibbs
- 1983 Muhamed F. Taha, J.J. Burgos
- 1984 Thomas F. Malone
- 1985 David Arthur Davies
- 1986 Hermann Flohn
- 1987 Michail Iwanowitsch Budyko
- 1988 F. Kenneth Hare
- 1989 Pisharoth Rama Pisharoty
- 1990 Richard E. Hallgren
- 1991 Ragnar Fjørtoft
- 1992 Juri Antonowitsch Israel
- 1993 Verner E. Suomi
- 1994 James P. Bruce
- 1995 Roman Kintanar
- 1996 T. N. Krishnamurti
- 1997 Mariano A. Estoque
- 1998 John T. Houghton
- 1999 James Dooge
- 2000 Edward Norton Lorenz
- 2001 Mohammad Hassan Ganji
- 2002 Joanne Simpson
- 2003 Ye Duzheng
- 2004 Bennert Machenhauer
- 2005 John Zillman
- 2006 Lennart Bengtsson
- 2007 Jagadish Shukla
- 2008 Qin Dahe
- 2009 Eugenia Kalnay
- 2010 Tarō Matsuno
- 2011 Aksel C. Wiin-Nielsen
- 2012 Zaviša Janjić
- 2013 Tillmann Mohr
- 2014 Alexander Iwanowitsch Bedrizki
- 2015 Julia Slingo
- 2016 Zeng Qing-Cun
- 2017 Gordon McBean
- 2018 Antonio Divino Moura
- 2019 Sergei Sergejewitsch Silitinkewitsch
- 2020 David Grimes
- 2021 In-Sik Kang
- 2022 Sue Barrell
- 2023 Tim Palmer
- 2024 Gerhard Adrian
- 2025 Xu Jianmin[4]